# Variabel (matematik)
 For alternative betydninger, se Variabel. (Se også artikler, som begynder med Variabel)
Indenfor matematik er en variabel en symbolsk repræsentation der denoterer en mængde eller et udtryk. I matematik har variable oftest en "ukendt" mængde så de kan ændre sig, eller variere. Variable sættes ofte i kontrast med konstanter der er bekendte og uforanderlige, for eksempel Pi.
Begrebet har en lignende betydning i fysik og ingeniørvidenskab. En variabel er her en mængde der kan variere igennem et eksperiment og mellem måledata. Variable adskiller sig fra parametre idet en parameter beskriver en nogenlunde konstant karakteristik ved et system eller en funktion. Nogle gange bruges ordene nær synonymt da der i matematik findes både funktionsvariable og parameterfunktioner, og funktioner i nogle programmeringssprog beskrives som at have parametre der er allokeret i variable.
I statistik er en variabel en målelig faktor, karakteristik eller egenskab i et system – med andre ord, noget der forventes at variere over tid.
Variable i matematik er nyttige fordi de gør det muligt at lave instruktioner på en generel måde. For eksempel kan man lave en matematisk definition for at finde den dobbelte værdi af et hvilket som helst tal: dobbelt(x) = x + x. Alt der nu er behov for er at erstatte x med et vilkårligt tal, for eksempel dobbelt(10) = 10 + 10 = 20. Her bruges variablen x til at repræsentere at et hvilket som helst tal kan indsættes. En vigtig antagelse gøres idet alle x'er har samme værdi.

## Afhængige og uafhængige variable
Se uddybelse under funktion (matematik)
I matematik benyttes begreberne afhængige og uafhængige variable i funktionsteori. Her skal afhængighed forstås som at en funktion beskriver hvordan én variabel påvirker en anden. Hvis et æble modner som funktion af tiden, bruges den afhængige variabel til at beskrive æblets modenhed og den uafhængige variabel til at beskrive tiden.
En sådan sammenhæng kunne opstilles i en graf hvor værdier for den afhængige og den uafhængige variabel kan aflæses på grafens akser.

## Isolering af variable
Det kan ofte lade sig gøre at finde løsningen til en matematisk ligning eller ulighed ved at isolere den afhængige variabel. Hvis man eksempelvis har ligningen {\displaystyle y=ax^{2}+bx+c}, hvor x og y er variable og a, b og c er konstanter, og man ønsker at finde løsningen til ligningen, så kan man ved hjælp af algebraisk manipulation finde ud af at
{\displaystyle x={\frac {-b\pm {\sqrt {b^{2}-4ac}}}{2a}}}.

## Variable i teknik

### Styrevariable og systemvariable
I teknisk sprog omtales ofte styrevariable og systemvariable. F.eks. vil en lejligheds temperatur være en systemvariabel som man kan reguleres ved at skrue op for tilførslen af varmen. En styrevariabel kunne i denne sammenhæng være en indstilling af en varmeradiator.
Et andet eksempel kunne være en bil, hvor en systemvariabel kunne være bilens hastighed og en styrevariabel kunne være gaspedalens position – ønsker man i denne sammenhæng at implementere en cruise control i bilen, skal man altså designe et reguleringssystem der forsøger (via gaspedalen = styrevariablen) at opretholde en hastighed (systemvariabel eller tilstandsvariabel).